# القبع (بعدان)

تعديل مصدري - تعديل

القبع هي إحدى قرى عزلة دلال بمديرية بعدان التابعة لمحافظة إب، بلغ تعداد سكانها 493 نسمة حسب تعداد اليمن لعام 2004.